# Coppa Italia di Serie B1 (pallavolo maschile)
La Coppa Italia di Serie B1 di pallavolo maschile è stato un trofeo organizzato dalla Lega Nazionale Pallavolo Serie B riservato alle squadre iscritte al campionato di Serie B1.
Nasce nel 2008 dalla divisione della Coppa Italia di Serie B in due tornei riservati rispettivamente alle squadre di Serie B1 e di Serie B2. Viene soppressa nel 2016 per effetto della riunificazione dei relativi campionati.

## Albo d'oro
| Edizione         | Edizione         | Podio              | Podio                                    | Podio              |
| Anno             | Sede Finale      | Campione           | Risultato                                | Finalista          |
| ---------------- | ---------------- | ------------------ | ---------------------------------------- | ------------------ |
| 2008-09 Dettagli | Camaiore         | Massa              | 3 - 1                                    | Robur Angelo Costa |
| 2009-10 Dettagli | Molfetta         | Igo Genova         | 3 - 0 (30-28, 25-22, 25-19)              | Molfetta           |
| 2010-11 Dettagli | Carpi            | Correggio          | 3 - 2 (20-25, 25-15, 25-16, 18-25, 15-8) | Universal Carpi    |
| 2011-12 Dettagli | Brescia          | Brolo              | 3 - 0 (25-17, 25-20, 25-19)              | Porto Ravenna      |
| 2012-13 Dettagli | Motta di Livenza | Lupi Santa Croce   | 3 - 0                                    | Porto Ravenna      |
| 2013-14 Dettagli | Motta di Livenza | Tricolore          | 3 - 1 (25-22, 25-22, 27-29, 25-20)       | Motta              |
| 2014-15 Dettagli | Aversa           | Emma Villas Chiusi | 3 - 0 (27-25, 25-15, 25-19)              | Aversa             |
| 2015-16 Dettagli | Aversa           | Castellana         | 3 - 1 (30-28, 25-15, 26-28, 25-19)       | Aversa             |